# اگریمونت (ماساچوست)
اگریمونت، ماساچوست
اگریمونت (به انگلیسی: Egremont) شهرکی در شهرستان برکشایر ایالت ماساچوست می‌باشد که در سال ۱۷۷۵ بنیان‌گذاری شده‌است. این شهرک در سرشماری سال ۲۰۱۰ میلادی، ۱٬۲۲۵ نفر جمعیت داشته‌است.